# باغ تجیر
باغ تجیر (باغ با دیوار مشبک): یکی از خصوصیات اصلی این باغ‌های گسترده ایران، محصور بودن آن با دیوارهای بلند و گاهی به شکل قلعه است. این موضوع ضمن آن که با الگوی جامع باغ ایرانی منطبق است در باغ محصوریت و امنیت به وجود می‌آورد. گفته می‌شود که در دوران حکومت مقتدر صفویان در ایران، امنیت سیاسی و رونق اقتصادی فراهم شده در جامعه موجب شد، باغ تجیر به عنوان باغ‌هایی با دیوار مشبک ایجاد شود چرا که اولین شرط لازم برای ایجاد این‌گونه از باغ‌ها امنیت بوده‌است.
همچنین در این دوران تلفیق کاربری‌های عمومی و خصوصی در این دوران موجب ابداع و ارائه تعریف جدبدی از باغ ایرانی شد. به عنوان نمونه مشبک ساختن دیوارهای باغ‌ها در دو طرف محورهای عمومی سبب می‌شد تا علاوه برآن که عابران می‌توانستند داخل باغ را ببینند، منظر کلی این محور محصور نمی‌شد. این نکته در زمینه توسعه و طرح و الگوی معماری باغ ایرانی تا مقیاس شهری بسیار با اهمیت است و می‌توان گفت معمار و شهرساز دوره صفوی با طرح اندازی باغ تجیر، به موضوع دید و منظر شهری اهمیت می‌دهد.